# Jauhar

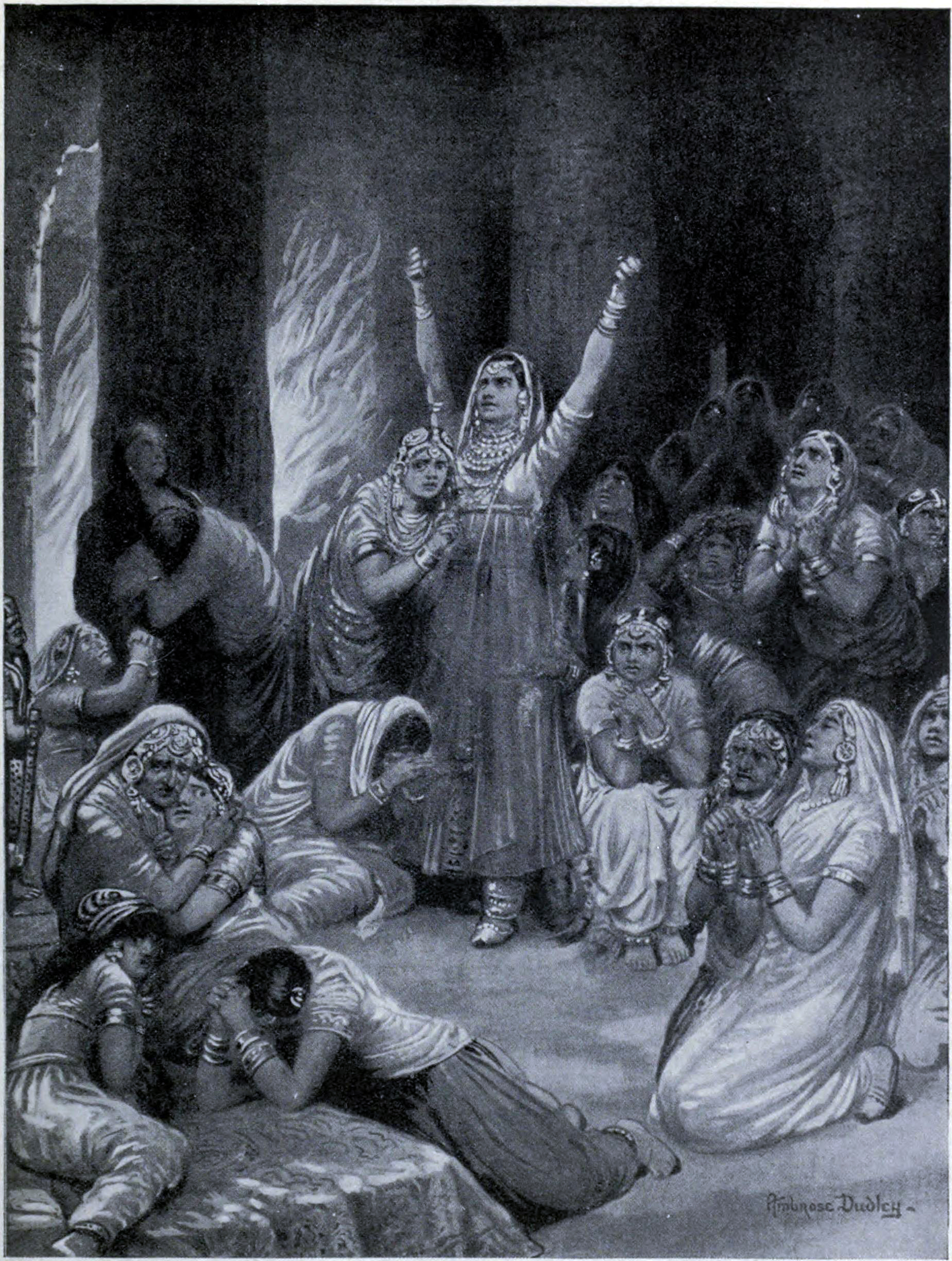
A cerimônia Rajapute de Jauhar, 1567, conforme retratada por Ambrose Dudley na História das Nações de Hutchinson, c.1910

Jauhar, era uma prática indiana de autoimolação em massa por mulheres Rajapute, seus filhos e lacaios, para evitar a captura, escravidão e estupro por um exército invasor, ao enfrentar certa derrota durante uma guerra. Alguns relatos de jauhar mencionam mulheres cometendo autoimolação junto com seus filhos. Essa prática foi historicamente observada nas regiões noroeste da Índia, com os jauhars mais famosos da história registrada ocorrendo durante as guerras entre os reinos hindus de Rajapute no Rajastão e os exércitos muçulmanos opostos. No entanto, o jauhar é realizado durante a guerra, geralmente quando não havia chance de vitória. A prática era acompanhada por saka, ou uma última resistência na batalha.
O termo jauhar geralmente conota tanto jauhar - imolação quanto ritual de saka. Durante Jauhar, as mulheres hindus entraram com seus filhos e objetos de valor em um grande incêndio, para evitar a captura e o abuso diante da inevitável derrota militar. Simultaneamente ou posteriormente, os homens marchavam ritualmente para o campo de batalha esperando a morte certa, que na tradição regional é chamada de saka. Esta prática pretendia mostrar que sua honra era mais valorizada do que suas vidas.
Jauhar por reinos hindus foi documentado por historiadores muçulmanos do Sultanato de Déli e do Império Mogol. Entre o exemplo frequentemente citado de jauhar está o suicídio em massa cometido em 1303 EC pelas mulheres do forte Chittorgarh no Rajastão, confrontadas com invasores muçulmanos da dinastia Khalji do Sultanato de Delhi. O fenômeno jauhar também foi observado em outras partes da Índia, como no reino de Kampili, no norte de Karnataka, quando caiu em 1327 para os exércitos do Sultanato de Delhi.
Há uma celebração anual de heroísmo chamada Jauhar Mela em Chittorgarh, onde os ancestrais são homenageados.